# Mount Valkyrie
Mount Valkyrie är ett berg i Antarktis. Det ligger i Östantarktis. Nya Zeeland gör anspråk på området. Toppen på Mount Valkyrie är 1 308 meter över havet.
Terrängen runt Mount Valkyrie är kuperad åt sydost, men åt nordväst är den bergig. Trakten är obefolkad. Det finns inga samhällen i närheten.